# Курна (Латвия)
Курна (латыш. Kurna) — населённый пункт в Кубульской волости Балвского края Латвии. Расположен у региональной автодороги P35. Расстояние до города Балви составляет около 5 км. Рядом протекает река Курна (приток Балупе). По данным на 2007 год, в населённом пункте проживало 180 человек.
В 1925—1945 годах деревня Курна входила в состав Балвской волости Абренского уезда. В советские время входила в Кубульский сельсовет Балвского района. В 1971 году был построен дом культуры.